# Mitch Clarke
Mitchell Bradley Clarke, född 24 november 1985 i Saskatoon, är en kanadensisk MMA-utövare som sedan 2011 tävlar i organisationen Ultimate Fighting Championship.